# Грімоальд Молодший
Грімоальд Молодший (Грімоальд II; фр. Grimoald близько 680 — квітень 714, Льєж) — представник знатної франкської династії Піпінідів (пізніше Каролінгів). Старший син мажордома Піпіна Геристальського від шлюбу з Плектрудою. Призначений батьком мажордомом Нейстрії з 696 або 701/702 року при королі Хільдеберті III.

## Життєпис
У 696 або 701/702 роках Піпін Геристальський, батько Грімоальда, довірив синові управління Нейстрією як мажордому. На цій посаді він став наступником Нордеберта. Після смерті від хвороби, яка перебігала з гарячкою, у 708 році старшого брата, Дроґо, Грімоальд став спадкоємцем Піпіна, мажордомом Бургундії від 700 — 714, герцогом Бургундії і Шампані 708 — 714 роки.
Однак у 714 році Грімоальд Молодший був по-зрадницьки убитий Рантґаром під Льєжем, у церкві святого мученика Ламберта, коли їхав відвідати свого хворого батька.

## Сім'я
Дружина: Тедезінда, дочка короля Фризії Радбода. Дітей у шлюбі не було.
Грімоальд мав сина Теодоальда (708—717) від невідомої на ім'я коханки, мажордома франків з 714 року.
Дроґо — старший брат, володар герцогства Шампань.